# Nikolaus van Bueren
Pour les articles homonymes, voir van Bueren.
Nikolaus van Bueren, né vers 1380 et mort le 16 mai 1445, est le huitième maitre d'œuvre de la cathédrale de Cologne, succédant à Andreas von Everdingen.

## Carrière
Il est issu d'une famille de maîtres tailleurs de pierre : sa fonction est attestée pour la première fois en 1413 comme meyster et  lapicida. À partir de 1424, il est maître d'œuvre de la cathédrale. En 1425, il acquiert les droits de citoyen de la ville. Dans un arbitrage de 1433, il est nommé Claiws von Buere maître d'ouvrage actuel à la cathédrale de Cologne. La même année, il épouse Aleid ; le mariage est resté sans enfant. En 1437, il accroche les cloches de la tour sud, dont la hauteur atteint 59 mètres à l'époque. Son successeur Konrad Kuene van der Hallen (mort le 28 janvier 1469) épouse la nièce de Nikolaus van Bueren, Styngin. Son neveu Johann van Bueren était l'architecte de la ville et le constructeur du Gürzenich.